# ソユーズ7K-OKS
ソユーズ7K-OKS（Soyuz 7K-OKS）は、ソユーズ宇宙船のバージョンのひとつ。ソユーズ7K-OKの後継機で、宇宙ステーションにドッキングした後、7K-OKでは不可能だったソユーズ・ステーション間での直接移動が可能となっている。
1971年4月23日に世界初の宇宙ステーション、サリュート1号へのドッキングを行うためソユーズ10号が打ち上げられた。ドッキングには成功したが、不完全でハッチを通じた移動は行われなかった。
続けて1971年6月6日にソユーズ11号が打ち上げられ、ドッキングおよび移動に成功した。しかし、ソユーズ11号のカプセル再突入段階に空気が漏れ、乗組員3人が死亡する惨事となった。
結局ソユーズ7K-OKSが使用されたのはこの2回のみで、後に安全性を向上させたソユーズ7K-Tが使用された。

## ミッション
- ソユーズ10号
- ソユーズ11号